# 155 mm Artilleriegeschoss M982 Excalibur
Das M982 Excalibur ist ein gelenktes Artilleriegeschoss vom Kaliber 155 mm mit hoher Schussweite und Präzision, das von Raytheon und Bofors entwickelt wurde.

## Entwicklung
Das M982 Excalibur wurde gemeinsam von Raytheon und Bofors (heute BAE Systems) entwickelt. Die Entwicklung begann 2004, wobei sich Schweden mit 55,1 Mio. US-Dollar beteiligte. Ziel der Entwicklung war ein gelenktes Artilleriegeschoss mit großer Schussweite und hoher Präzision, für die Bekämpfung von Zielen von hoher Priorität. Dabei konnte das Projektteam auf die Entwicklungen von einem Vorgängerprojekt aus den späten 1990er-Jahren zurückgreifen. Im Rahmen dieses abgebrochenen Vorgängerprojekts wollte man ein Artilleriegeschoss mit großer Reichweite für den XM2001 Crusader entwickeln. 
Der Excalibur-Entwicklungsauftrag beinhaltete ursprünglich die Entwicklung von 30.000 Excalibur-Geschossen für die Artilleriesysteme M777, M109 und Archer. Nachdem die Anzahl der Geschosse auf wenige Hundert zusammengestrichen worden war, wurde das Programm nur noch mit niedriger Priorität weitergeführt. Im Jahr 2005 wurde Raytheon mit der Produktion von einem ersten Los mit 500 Excalibur beauftragt. Im selben Jahr wurde das Schießen mit Excalibur-Geschossen auf dem Yuma Proving Ground erstmals der United States Army demonstriert. Bis Mitte 2006 wurde das Programm mit geringer Priorität weitergeführt und es gab weiterhin Probleme mit dem GPS-Lenksystem. Anfang 2007 bestellte die United States Army im Rahmen eines Urgent Operational Requirement (UOR) Excalibur-Geschosse für den Einsatz im besetzen Irak sowie für den Krieg gegen den Terror. Daraufhin wurde die Entwicklung beschleunigt und die ersten Excalibur-Geschosse erreichten im Mai 2007 den Irak, wo sie ab dem Sommer verwendet wurden. Nach weiteren Tests und Anpassungen begann die eigentliche Serienfertigung des Excalibur im Jahr 2009. Bis Anfang 2021 wurden bei Raytheon 14.000 Excalibur produziert.

## Aufbau
Das Excalibur-Geschoss ist 0,99 m lang und wiegt 48,1 kg in schussbereitem Zustand. Der Geschossmantel mit 155 mm Durchmesser besteht aus hochfestem Stahl, welcher im Bereich des Gefechtskopfes an der Innenseite vorfragmentiert ist. Das Geschoss ist in drei Sektionen aufgeteilt: In der ogiven Geschossspitze sind der Zünder, die Stromversorgung, die Aktuatoren sowie die Elektronik mit der Lenkeinheit verbaut. Die Lenkeinheit besteht aus einem kleinen Inertialen Navigationssystem mit Laserkreisel sowie einem Mehrkanal GPS-Empfänger. Weiter sind im vorderen Bereich des Geschosskörpers vier trapezförmige Steuerflächen untergebracht. Diese Flächen sind beim Abschuss im Geschosskörper eingefahren. Die zweite Sektion enthält den Gefechtskopf, der 22 kg Polymer-gebundenen Sprengstoff vom Typ PBXN-9 enthält. Zur Abdichtung des Verbrennungsraumes zwischen Rohrwand und Geschoss sind am hinteren Bereich des Geschosskörpers zwei Führungsbänder angebracht. Diese werden beim Abschuss in die Züge des Geschützrohres gepresst. Am Heck des Geschosses sind in der dritten Sektion acht Wickelleitwerke sowie ein Base Bleed zur Reduzierung des Bodensoges angebracht.

## Funktion

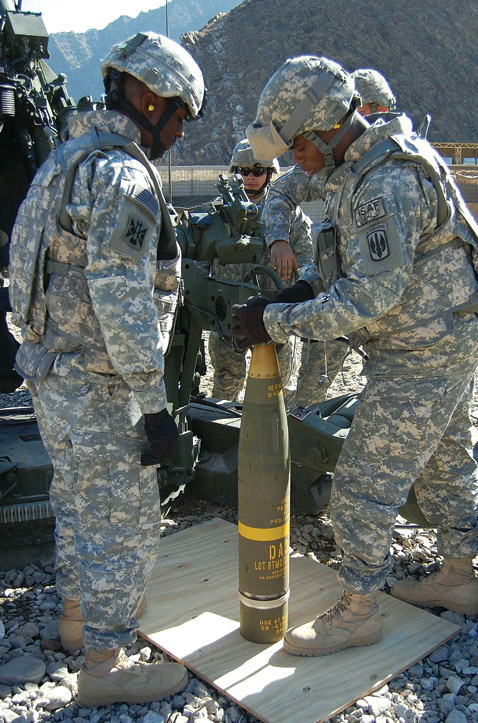
Ladevorbereitungen eines Excalibur in Afghanistan

Da das M982 Excalibur-Geschoss dem Joint Ballistics Memorandum of Understanding entspricht, kann es mit verschiedenen modernen 155-mm-Geschützen wie z. B. die M198, M777, M109, G5, G6, CAESAR, ATMOS 2000, K9 Thunder, AHS Krab, Panzerhaubitze 2000 und RCH 155 eingesetzt werden.
Vor dem Abschuss werden in der Lenkeinheit des Excalibur-Geschosses (in der Regel neben dem Geschütz) die Koordinaten des Zieles einprogrammiert. Ebenso wird dabei der Zünder programmiert. Dieser hat drei unterschiedliche Modi und kann der Zielbeschaffenheit entsprechend eingestellt werden (Aufschlagzünder, Näherungszünder oder Verzögerungszünder). Die Programmierung geschieht mit einem Tabletcomputer oder Notebook mit entsprechender Software. Danach kann das Excalibur wie ein herkömmliches Artilleriegeschoss verschossen werden.
Dazu wird es in das Rohr des Geschützes geschoben. Danach werden die erforderlichen Treibladungsbeutel geladen und die Druckkammer geschlossen. Mit dem Excalibur-Geschoss kommen modulare Treibladungsbeutel oder Kunststoffbehälter (Zonenladungen) zum Einsatz. Verwendet werden können z. B. NATO-Standard-Treibladungen wie M3A1 (Zonen 3, 4 und 5), M4A2 (Zonen 3, 4, 5, 6 und 7), M119A1 (Zone 8), M203 (Zone 9) oder M11 (Zone 10).
Das Excalibur-Geschoss wird wie ein konventionelles Artilleriegeschoss auf eine ballistische Flugbahn (Wurfparabel) verschossen, dieses trifft jedoch nur für den ansteigenden Teil der Flugbahn zu. Nach dem Verlassen des Geschützrohres entfalten sich am Geschossheck die acht Faltleitwerke, welche das Geschoss während des Fluges stabilisieren. Ebenso wird der Base-Bleed-Glimmsatz gezündet. Hat das Geschoss den Scheitelpunkt der Wurfparabel erreicht, werden die vier Steuerflächen ausgeklappt. Das Excalibur verlässt nun die ballistische Kurve und steuert mithilfe der Steuerflächen auf den einprogrammierten Zielpunkt zu. Dabei sorgen die Steuerflächen für genügend Auftrieb, dass der Rest der Flugbahn im Gleitflug zurückgelegt wird. Beim Zielanflug wird das Excalibur-Geschoss auf einen Winkel von nahezu 90° zur Erdoberfläche eingeschwenkt. Dadurch kann das Geschoss optimal im Ziel eintreffen oder entfaltet bei der Luftdetonation mit dem Näherungszünder eine optimale Flächenwirkung. Das Geschoss kann mit verzögerter Zündung 20 cm Stahlbeton durchdringen, bevor es detoniert. Der Streukreisradius (CEP) des M982 Excalibur liegt, unabhängig von der Schussdistanz zwischen 1 und 10 m. Durch den kleinen Streukreis verspricht man sich weniger Begleitschäden und eine geringere Gefahr, dass im Einsatz eigene Einheiten geschädigt werden. Weiter kann der Munitionsaufwand deutlich reduziert werden.
Die erreichbare Schussdistanz ist vor allem abhängig vom Geschütz und der Treibladung. Die M109 und M777-Haubitzen mit 39 Kaliberlängen (L/39) erreichen eine maximale Schussdistanz von rund 38 km. Mit dem Artilleriesystem Archer mit 52 Kaliberlängen (L/52) wird eine Schussdistanz von über 50 km erreicht. Die experimentelle M1299-Panzerhaubitze, mit einem XM907-Geschützrohr von 58 Kaliberlängen (L/58) konnte bei Testschießen im Dezember 2020 Schussdistanzen von über 65 km erzielen. Die minimale Schussdistanz liegt bei 6 bis 8 km.

## Kosten
Die Anschaffungskosten für das Excalibur-Artilleriegeschoss sind sehr hoch: Auf die einzelne Einheit umgelegt, betrugen die Programmkosten anfänglich rund 250.000 US-Dollar. Mit Beginn der Serienproduktion konnte der Preis für ein Geschoss von anfänglich 90.000 USD auf 39.000 bis 50.000 USD verringert werden. Auch dieser Preis ist immer noch um ein Vielfaches höher als der eines konventionellen Splitter/Sprenggeschosses mit Kosten von unter tausend bis wenigen tausend USD. Dem hohen Preis gegenüber steht der sehr geringe Munitionsaufwand mit Excalibur-Artilleriegeschossen: Während für ein Einzelziel, bedingt durch die Streuung, 10 bis 50 konventionelle 155-mm-Artilleriegeschosse benötigt werden, sind dafür nur ein bis drei Excalibur-Geschosse notwendig.

## Versionen
- XM982 Excalibur Block I: Nullserie für die Truppenerprobung.
- XM982 Excalibur Block Ia-1: Vorserienversion ohne Base Bleed für den Einsatz im Irak. Seit 2007 im Dienst.[13]
- M982 Excalibur Block Ia-2: 1. Serienversion mit Base-Bleed.
- M982A1 Excalibur Block Ib: Hauptserienversion mit neuer Software, verbessertem Flugprofil und reduzierten Kosten. Seit 2009 im Dienst.
- Excalibur Block II: Projekt mit 64 M85-Hohlladungs-Bomblets oder zwei SADARM-Submunitionen. Entwicklung eingestellt.
- Excalibur Block III: Auch Excalibur HTK bezeichnet. Projekt mit Hohlladung und Splittergefechtskopf sowie MMW-Radar zur Bekämpfung von beweglichen Zielen.[14]
- Excalibur S: Projekt mit kombinierter GPS und Laserzielsuche.
- Excalibur N: Projekt mit Kaliber 127 mm für Schiffsartillerie.[15]

## Kriegseinsätze

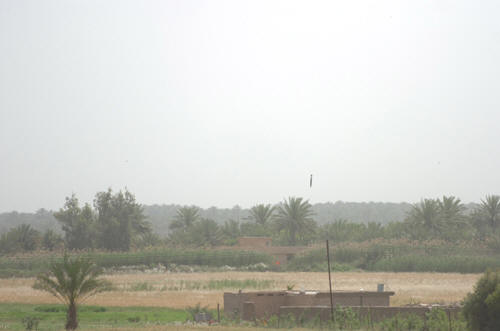
M982 Excalibur kurz vor dem Einschlag in ein Gebäude im Irak

### Krieg gegen den Terrorismus
Die M982 Excalibur kam erstmals im Sommer 2007 im Irak zum Einsatz. Dabei schlugen 92 % der abgefeuerten Geschosse in einem 4-Meter-Radius um den Zielpunkt ein. Im Krieg gegen den Terrorismus in Afghanistan und im Irak wurden bis Ende 2020 über 1.400 M982 verschossen.

### Russischer Überfall auf die Ukraine
Beim russischen Überfall auf die Ukraine 2022 setzt die Ukraine Excalibur-Geschosse gegen die Streitkräfte Russlands ein. Die Geschosse wurden im Rahmen der Auslandshilfen für die Ukraine aus NATO-Beständen geliefert. Die Ukrainischen Streitkräfte verwenden für die Excalibur die Haubitzen M777 und AHS Krab. Den russischen Streitkräften ist es im Verlauf des Krieges gelungen, mit GPS-Jammer/GPS-Spoofing die Effektivität bzw. Treffsicherheit der M982 Excalibur von 70 % auf 6 % zu reduzieren.

## Nutzerstaaten
Daten aus
- Australien – 250
- Dänemark – 339[24]
- Indien – 1.200
- Jordanien – unbekannte Anzahl
- Kanada – 200
- Niederlande – 3.699
- Norwegen – unbekannte Anzahl
- Schweden – unbekannte Anzahl
- Spanien – 153[25]
- Ukraine – 6.000[17]
- Vereinigte Staaten – unbekannte Anzahl
- Vereinigtes Königreich – unbekannte Anzahl